# 스트리퍼

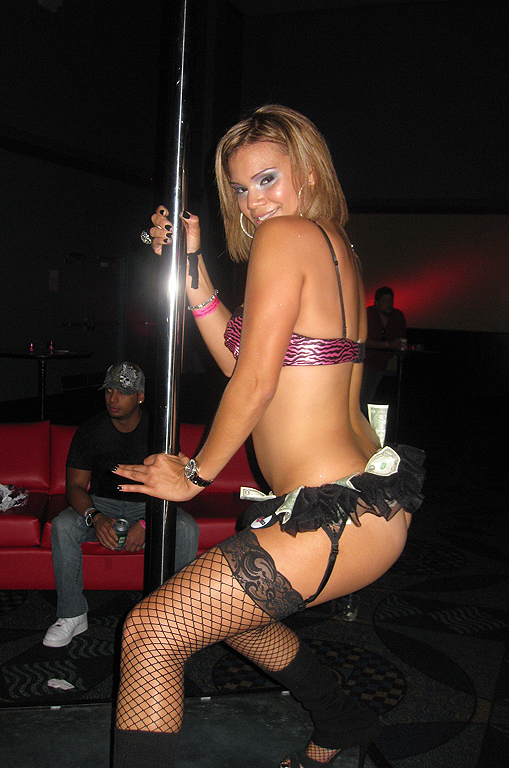
여자 스트리퍼

스트리퍼(Stripper)는 스트립쇼에서 춤추는 사람들을 뜻한다.

## 같이 보기
- 벌레스크
- 노출증
- 폴댄스
- 성노동자의 권리
- 포르노그래피